# Gümmenenkrieg
Der Gümmenenkrieg (1331–1333) war die zweite grössere militärische Auseinandersetzung zwischen der Stadt Bern und der damals habsburgischen Stadt Freiburg.

## Vorgeschichte
Diesem Konflikt ging schon die Schlacht am Dornbühl 1298 voraus. Den Habsburgern und Neu-Kyburgern widerstrebten die Expansionsbestrebungen der Aarestadt, die ihr Territorium gezielt durch Landkauf und politische Aktionen erweiterte, was auf Kosten des umgebenden habsburgisch gesinnten Westschweizer und Oberländer Adels und der wie Bern von den Zähringern gegründeten Stadt Freiburg ging. Nach dem Aussterben der Zähringer 1218 ging es nun um die Vorherrschaft in Burgund. 1324, 26 Jahre nach der Schlacht am Dornbühl, kaufte Bern den Brückenkopf Laupen, einen wichtigen Übergang im Raum der Sense und Saane, der für Freiburg zu einer Bedrohung wurde.

## Verlauf
1331 belagerte Freiburg mit den Freiherren von Weissenburg, Greyerz und Thurn die Burg Mülenen im Kandertal, die an Bern verpfändet war. Die Berner schickten ein Heer und entsetzten die Burg.
Darauf zogen sie mit Hilfe von Solothurn, Biel, Murten und anderen Verbündeten gegen die freiburgische Burg Gümmenen (heutige Gemeinde Mühleberg), die Freiburg 1319 gekauft hatte. Gümmenen war ein Saaneübergang an der Handelsstrasse nach Murten und aufgrund der geographischen Nähe zu Bern für dieses eine Bedrohung. Nach erfolgreicher Belagerung zerstörte Bern die Burg sowie die zugehörige Siedlung Mauss.
Viele Dörfer in der Region wurden geplündert und verwüstet. Mit Solothurn zusammen eroberte Bern 1332 die Kyburger Burg Halten, zu deren Herrschaft ein grösseres Gebiet gehörte, nämlich die Region zwischen Aeschi und Kriegstetten mit Derendingen und der Exklave Steinhof.

## Folgen
1333 vermittelte die Königin Agnes einen Frieden zwischen den Parteien. Gümmenen selbst verblieb bei Freiburg. Der Gümmenenkrieg ermöglichte Bern jedoch, sein Territorium ins Oberland auszudehnen und 1334 im Weissenburgerkrieg ebenfalls gegen die Freiherren von Weissenburg vorzugehen.
Der Friede währte nicht lange, bereits sechs Jahre später fand die entscheidende Schlacht bei Laupen (Laupenkrieg) statt, die Bern in der Region etablierte. Durch den Druck von Aussen sah die Stadt sich jedoch fast gezwungen, 1353 den ewigen Bund mit den Eidgenossen einzugehen, dem 1323 ein befristeter vorausgegangen war. Der Streit eskalierte 1447–1448 im Freiburgkrieg erneut.